# Filippo Dovichi
Filippo Dovichi (fl. XX secolo) è stato un calciatore italiano, di ruolo portiere.

## Carriera
Dopo aver militato nel Lucca Football Club, con cui nel 1914-1915 giunge alle finali nazionali del centro-sud con il campionato interrotto dalla guerra, nel 1916 passa al Pisa dove gioca fino al 1920, contribuendo alla vittoria di due titoli toscani nel 1916 e nel 1917.
Tornato alla Lucchese, disputa 16 gare nei campionati di Prima Divisione 1921-1922 e Prima Divisione 1922-1923.